# San Marcos entronizado rodeado de santos
San Marcos entronizado rodeado de santos es un cuadro del pintor Tiziano, realizado en 1510, que se encuentra en la sacristía de la Basílica de Santa Maria della Salute.

## El tema

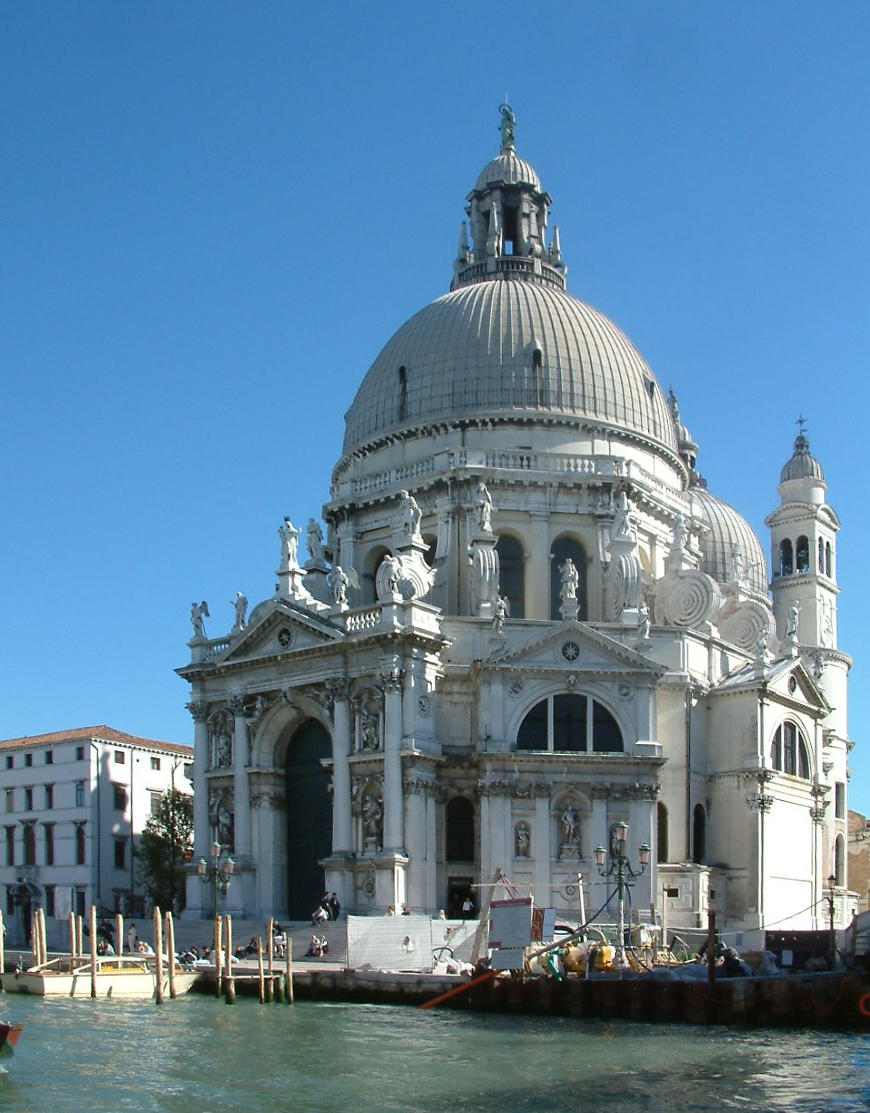
Basílica de Santa Maria della Salute Venecia.

Acosada por una plaga de peste, la República de Venecia encargó a Tiziano un exvoto representando al patrón de la ciudad, San Marcos, entronizado sobre cuatro santos, San Cosme y San Damián, hermanos gemelos y patronos de los médicos y San Roque y San Sebastián, como intercesores ante la peste.
En las figuras se percibe cierto hieratismo, reflejo de la influencia de su maestro, Giovanni Bellini.